# Cascante del Río
Cascante del Río – gmina w Hiszpanii, w prowincji Teruel, w Aragonii, o powierzchni 32,38 km². W 2011 roku gmina liczyła 91 mieszkańców.